# Heilige Sippe (Le Faouët)

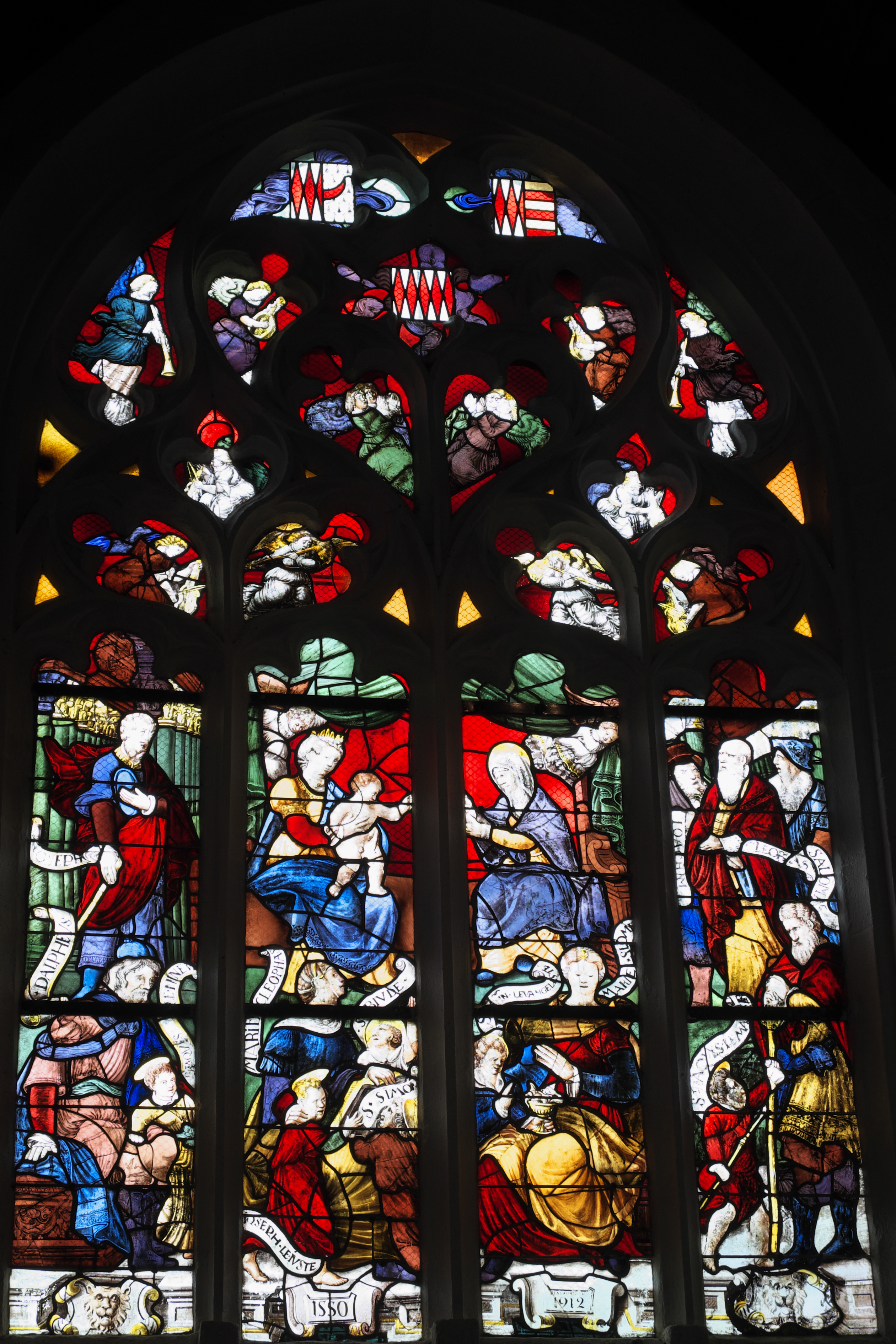
Fenster Heilige Sippe in Le Faouët

Das Fenster Heilige Sippe in der katholischen Kapelle St-Fiacre in Le Faouët, einer französischen Gemeinde im Département Morbihan in der Region Bretagne, wurde 1550 geschaffen. Das Bleiglasfenster wurde 1862 als Monument historique in die Liste der Baudenkmäler in Frankreich aufgenommen.
Das Fenster im Chor wurde von einer unbekannten Werkstatt geschaffen. Es zeigt die Heilige Sippe mit Maria, ihren Mann Josef sowie die Eltern Marias Anna und Joachim.
Im Fenster ist das Herstellungsjahr 1550 und das Jahr der Renovierung 1912 angebracht.
Neben dem Fenster Heilige Sippe sind noch vier weitere Fenster aus der Zeit der Renaissance in der Kirche erhalten (siehe Navigationsleiste).

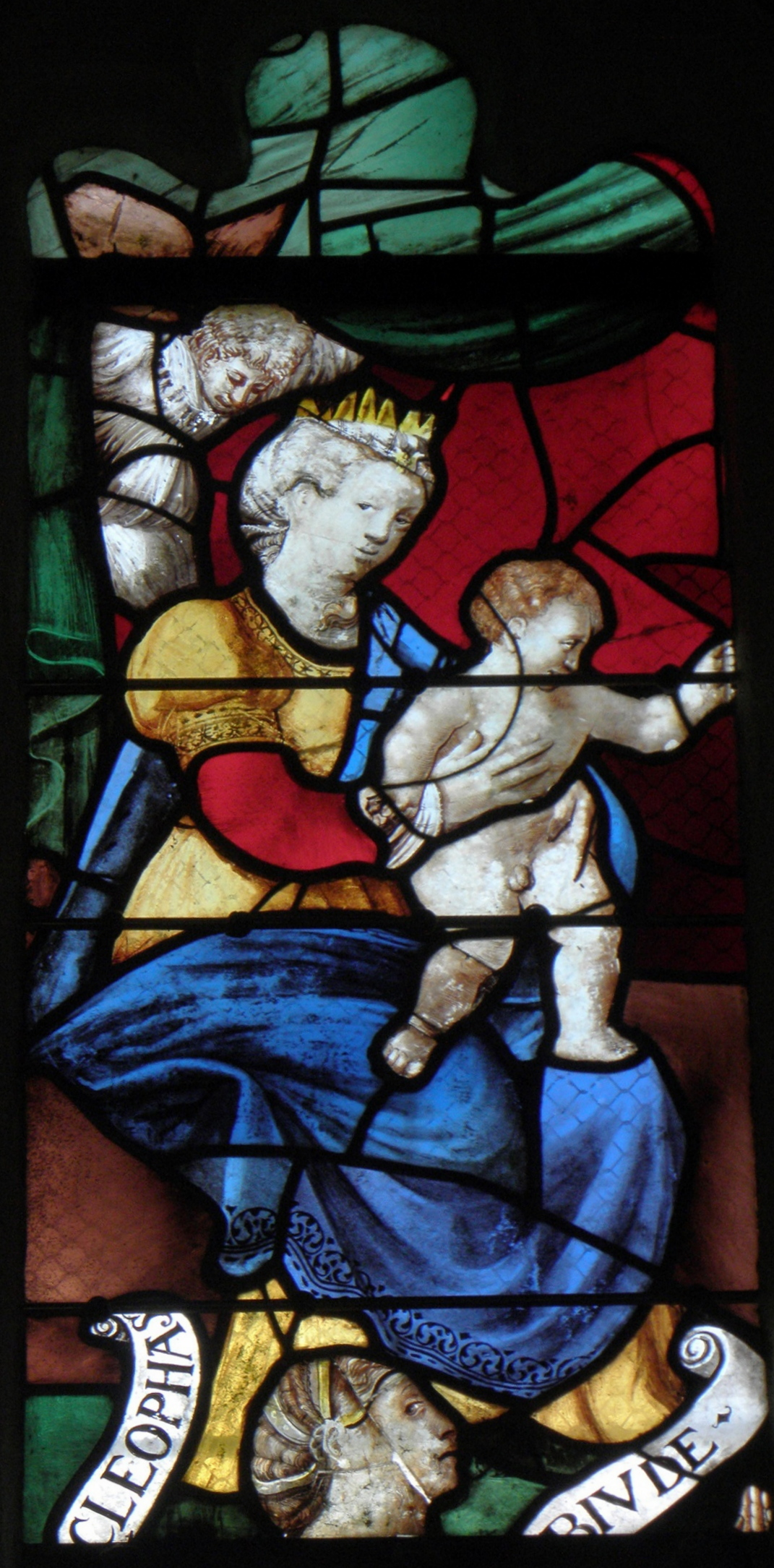
Maria mit Kind
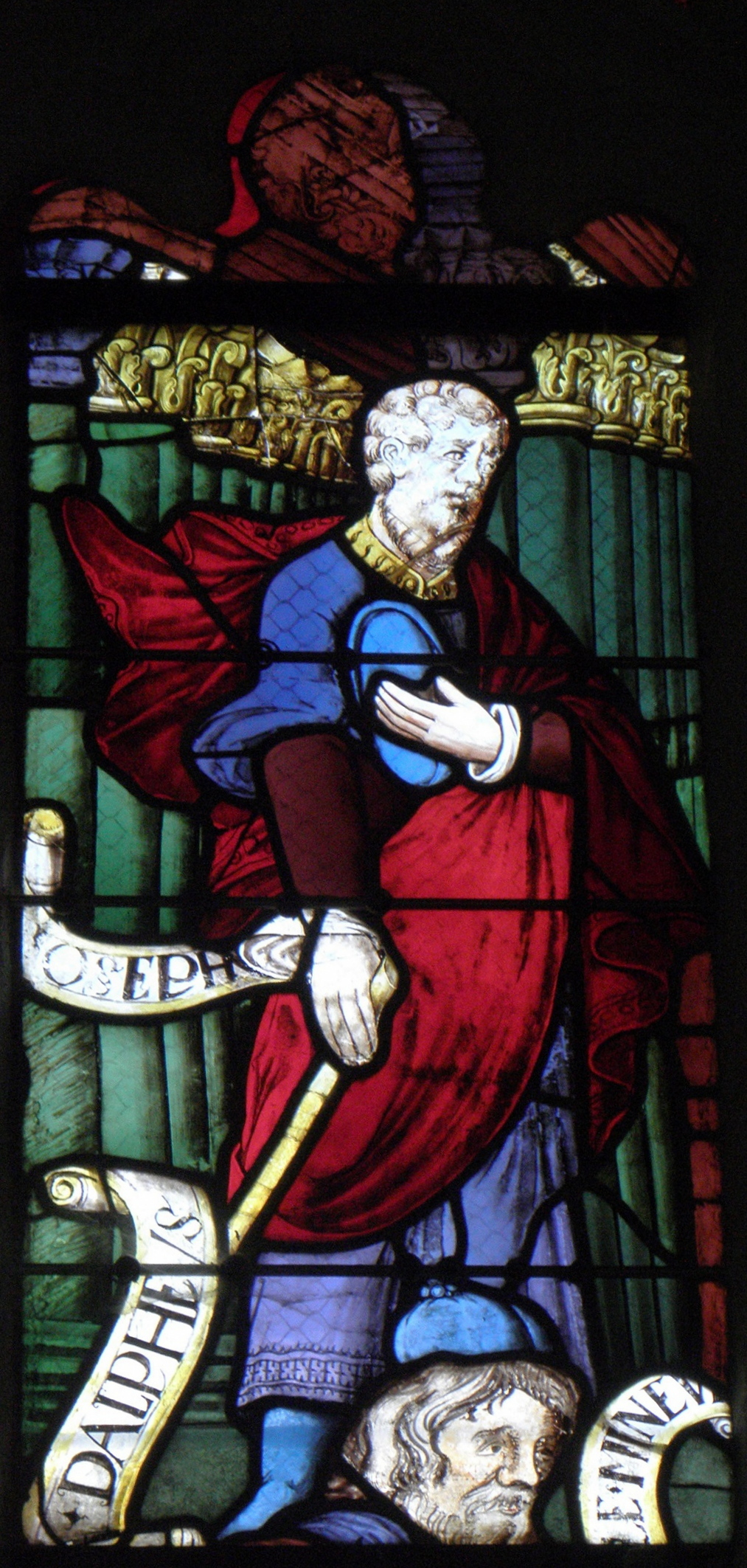
Heiliger Josef
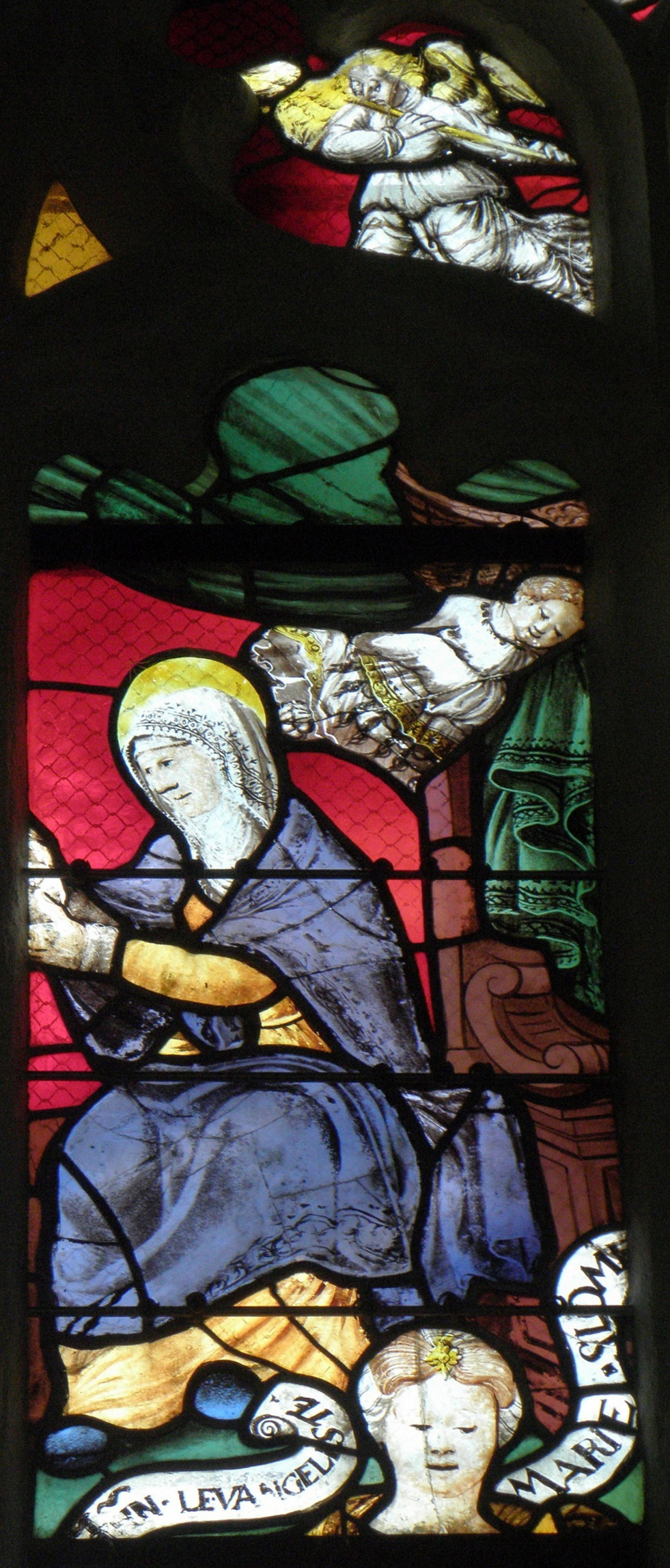
Heilige Anna
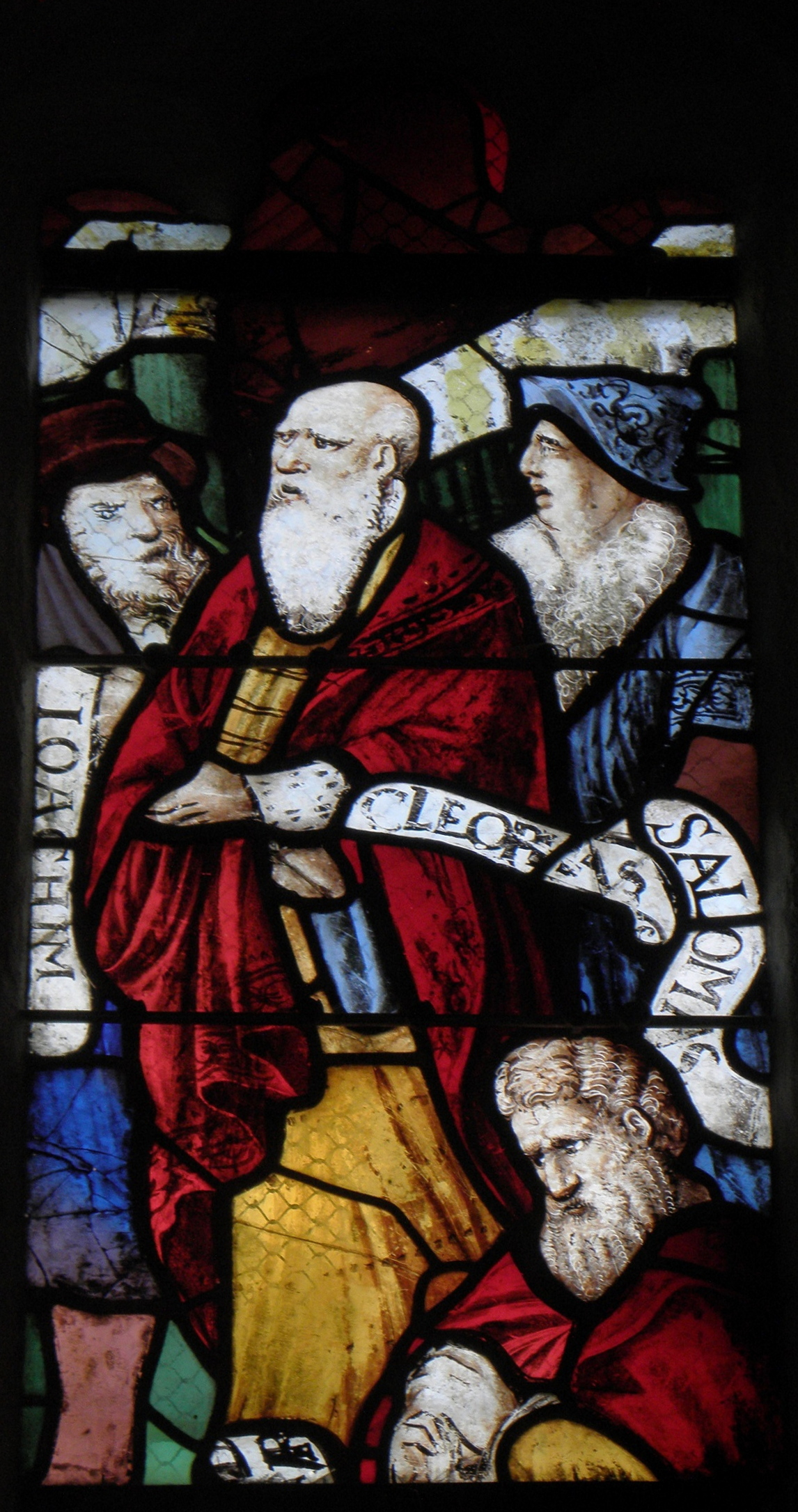
Heiliger Joachim
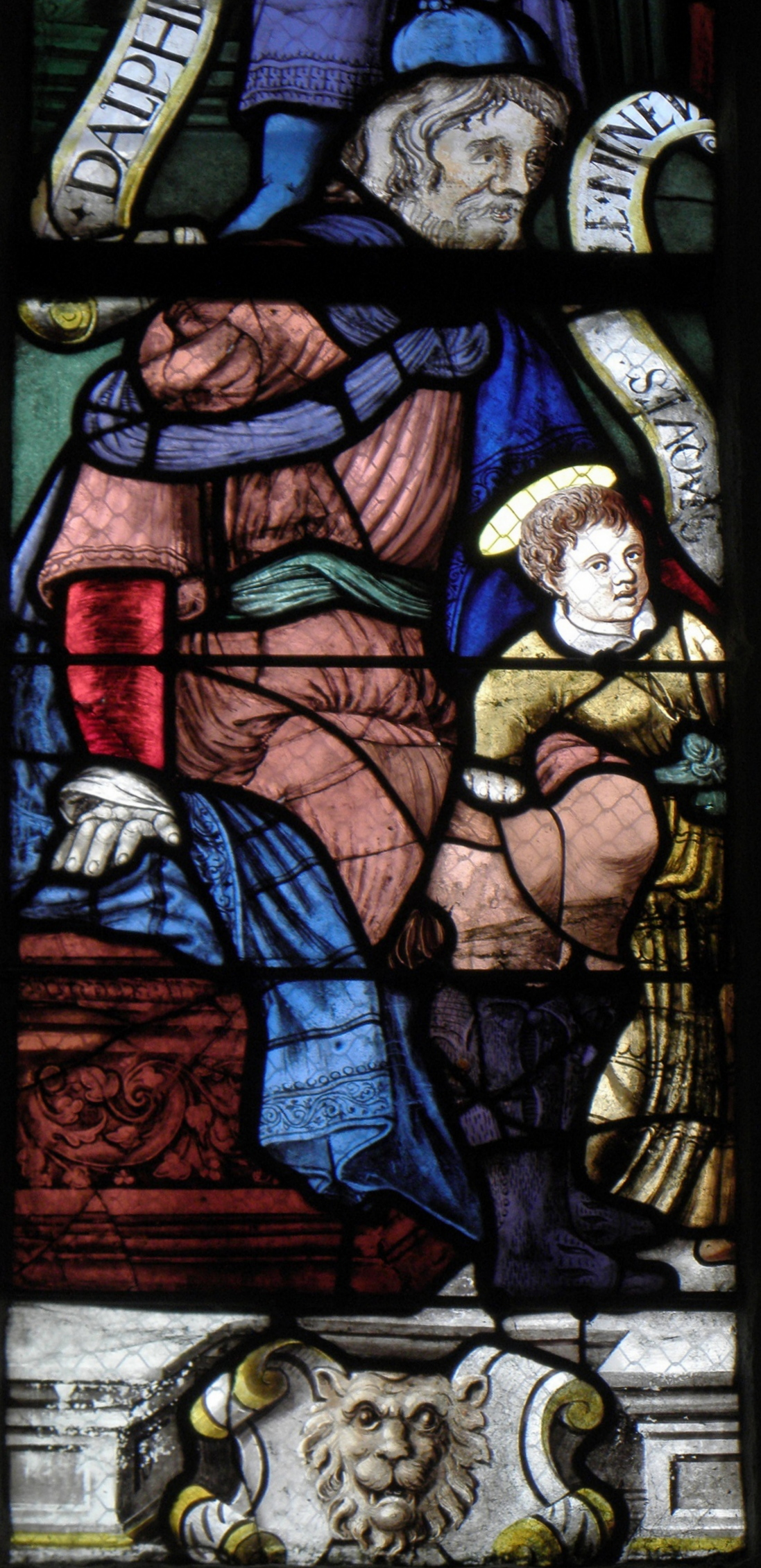
Apostel Jakobus
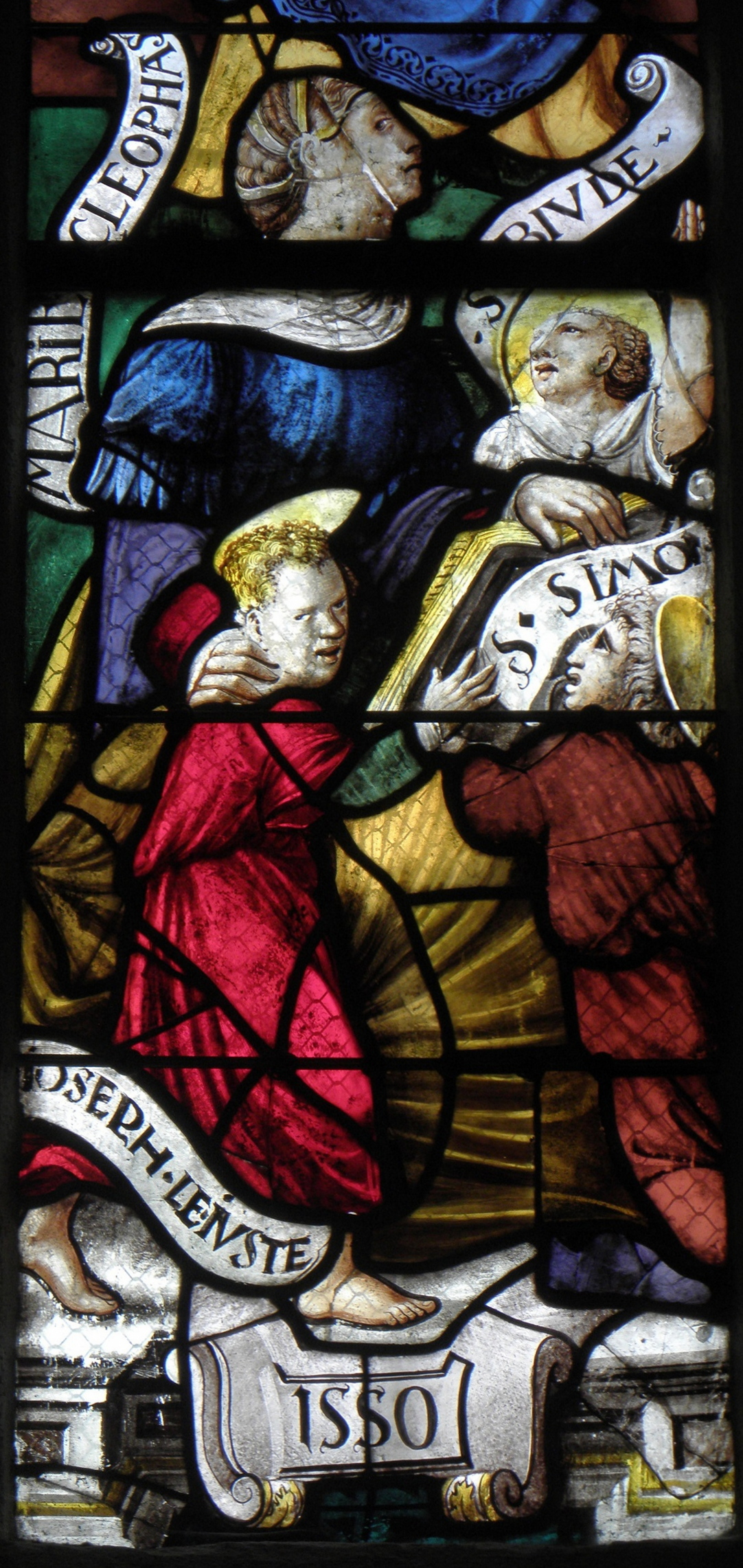
Maria Kleophae (unten Jahreszahl 1550)
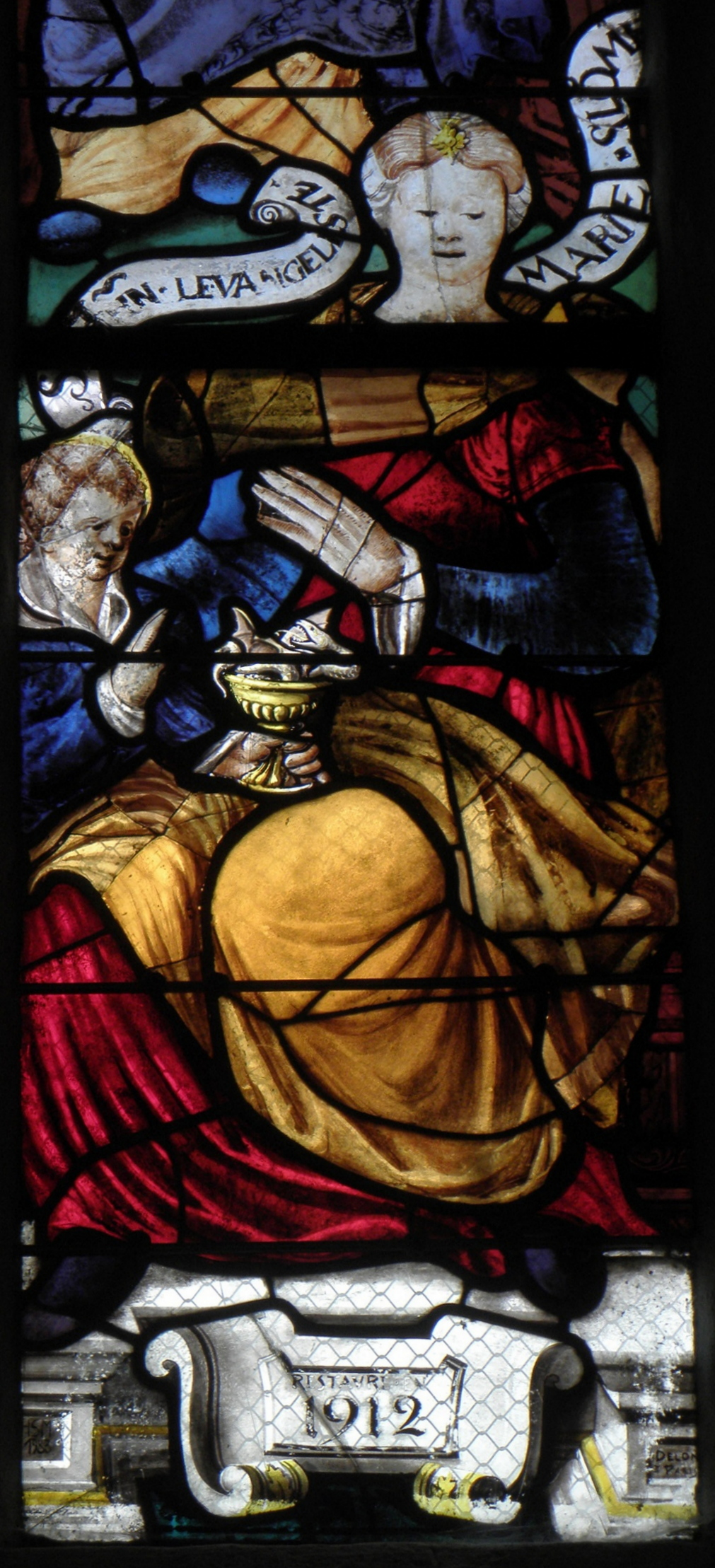
Maria Salome (unten Jahreszahl 1912, Datum der Restaurierung)
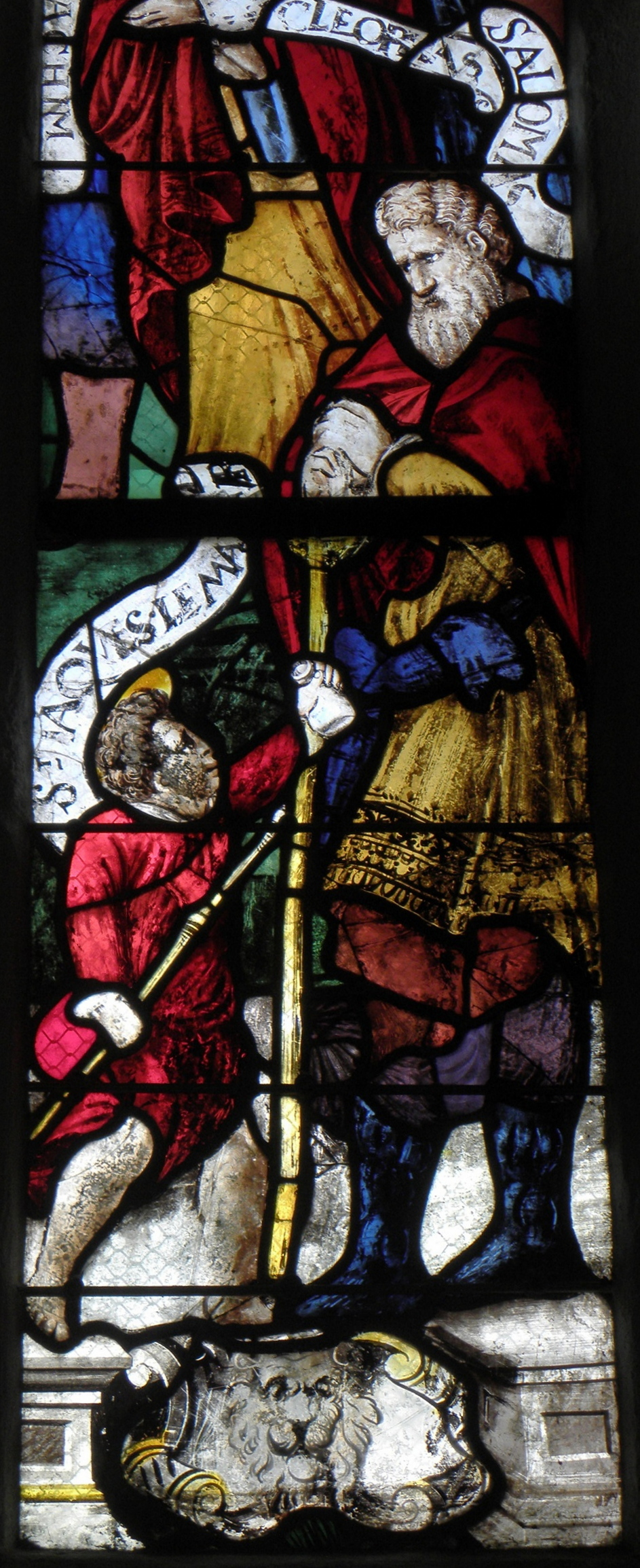
Apostel Jakobus der Ältere
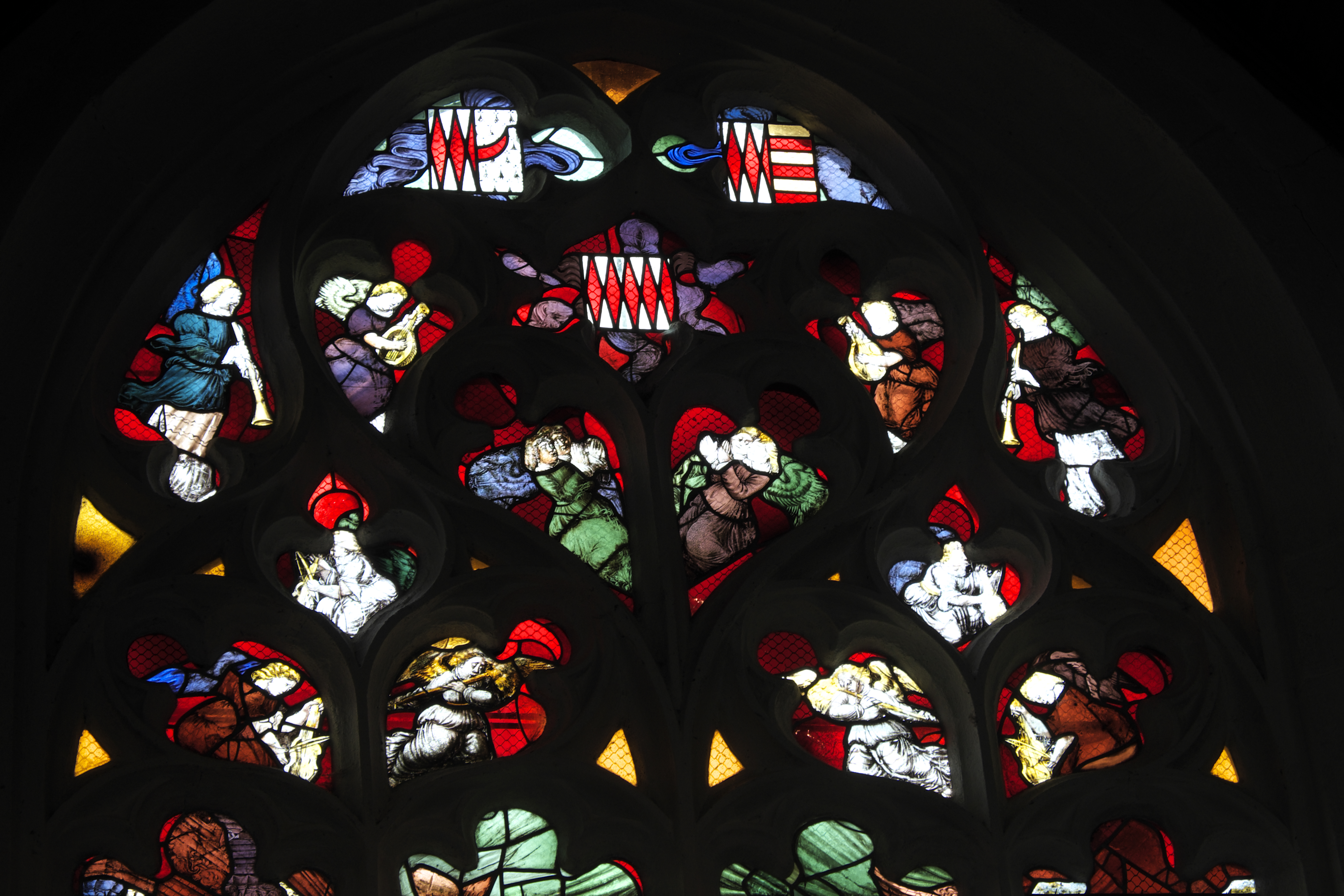
Maßwerk mit musizierenden Engeln